# Rutenbergia prionodon
Rutenbergia prionodon är en bladmossart som beskrevs av Ferdinand François Gabriel Renauld 1898. Rutenbergia prionodon ingår i släktet Rutenbergia och familjen Rutenbergiaceae. Inga underarter finns listade i Catalogue of Life.